# Echinoneus cyclostomus
Echinoneus cyclostomus is een zee-egel uit de familie Echinoneidae.
De wetenschappelijke naam van de soort werd in 1778 gepubliceerd door Nathanael Gottfried Leske.